# Обич
Обич е понятие, определящо чувство на привързаност на един индивид към друг. В общия случай тя няма сексуален оттенък за разлика от любовта.
повече се използва при формирането на глагола „обичам“ и изразява наличието на чувство на симпатия, предпочитание и/или привързаност към друг индивид или към всякакъв друг обект („обич към спорта“ или в лична форма „обичам сладолед“). Понятието е синоним на думата любов.